# Wattignies
Wattignies (Nederlands: Wattenijs) is een gemeente in het Franse Noorderdepartement (Frans: département du Nord) in de regio Hauts-de-France. De plaats maakt deel uit van het arrondissement Rijsel. Wattignies telde op 1 januari 2022 15.756 inwoners.

## Geografie
De oppervlakte van Wattignies bedroeg op 1 januari 2022 6,31 vierkante kilometer; de bevolkingsdichtheid was toen 2.497 inwoners per km².

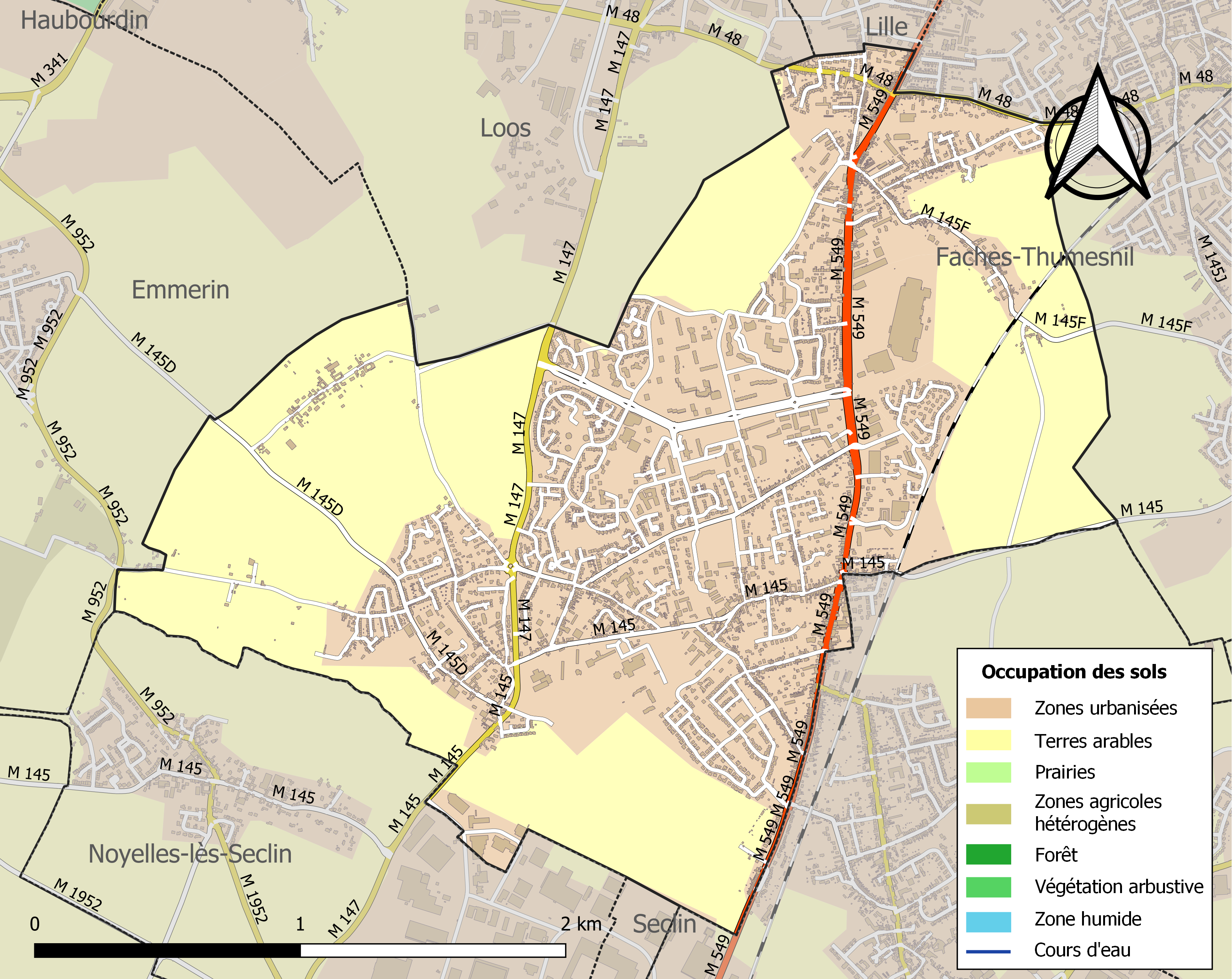
Kaart van de gemeente met belangrijkste infrastructuur, bodemgebruik en omliggende gemeenten

## Demografie
Onderstaande figuur toont het verloop van het inwonertal (bron: INSEE-tellingen).